# Universidade de Liverpool
A Universidade de Liverpool é uma universidade da cidade de Liverpool, Inglaterra. É membro do Grupo Russell e do Grupo N8 para colaboração em pesquisa. Fundada em 1881, a universidade já formou 8 vencedores do Prêmio Nobel e hoje tem mais de 230 cursos de graduação e movimenta anualmente 340 milhões de libras esterelinas, incluindo 123 milhões para pesquisas. 

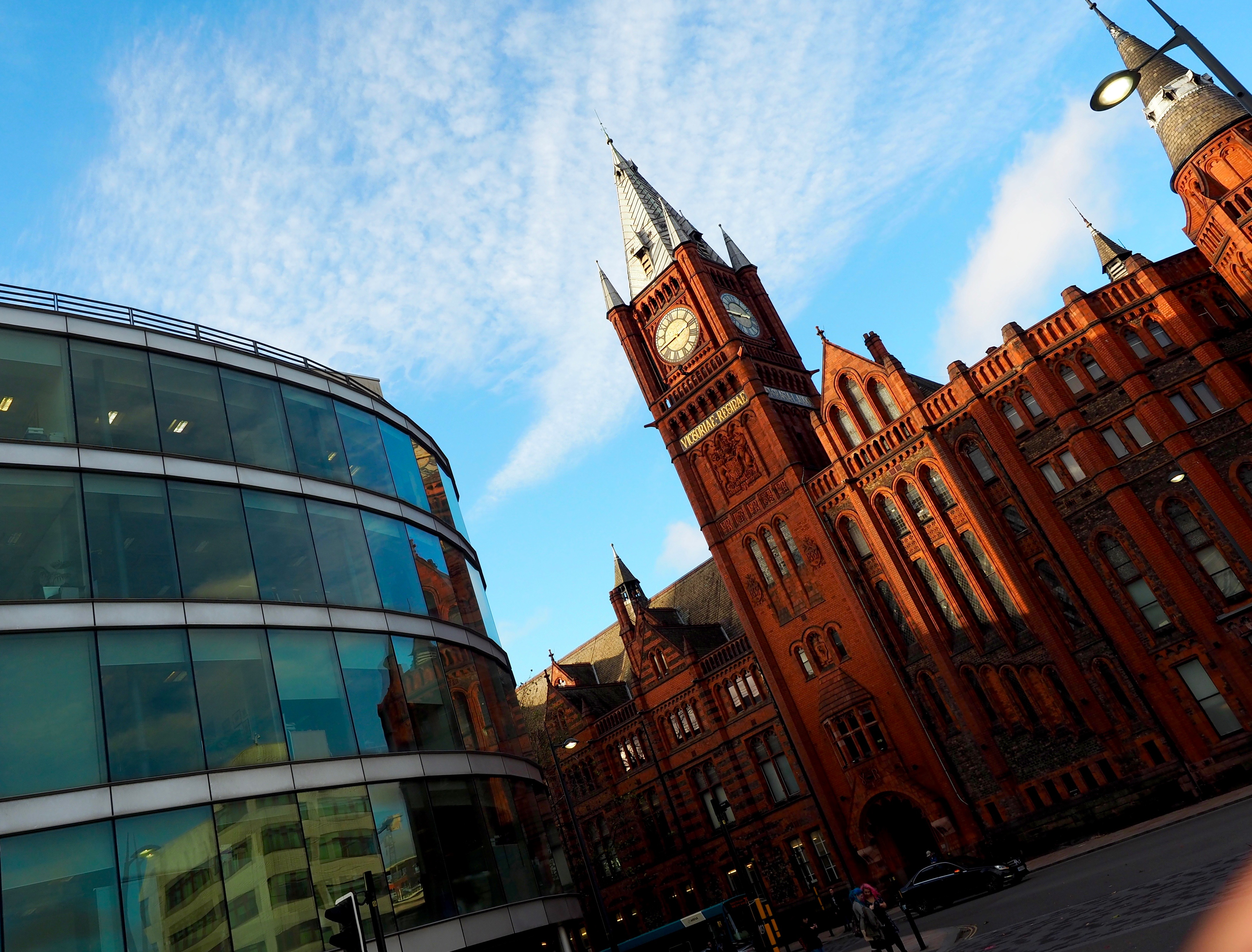
O prédio Victoria da Universidade de Liverpool